# Fi 167 (航空機)
フィゼラー Fi167
Fi167A-0
- 用途：雷撃機
- 製造者：フィーゼラー
- 初飛行：1938年

Fi167 は、ドイツ国のフィゼラー社（独：Gerhard-Fieseler-Werke）で第二次世界大戦の直前に製作された単発の爆撃機である。元々は、ドイツ初の航空母艦「グラーフ・ツェッペリン」に搭載する艦上雷撃機として開発された。

## 概要
1936年にグラーフ・ツェッペリン建造開始に伴い、爆撃、雷撃、偵察用の多用途艦上機開発に着手した。本機の競作相手はAr195であったが、Ar95Lに若干の改造を加えただけであったので、本機が正式発注を勝ち取った。
機体の特徴は単発、複座、翼間支柱が2張間の複葉機で上下の主翼前縁に自動スラット、下翼後縁には大型のフラップがありSTOL性能が高い。また固定式の主脚は非常時に投棄が可能になっていた。
1940年夏には12機が稼動状態となり、評価のために実験飛行隊が編成されたが、空母建造計画自体が中止されたことで部隊はオランダへ移動、沿岸作戦での能力評価を行なった。1942年5月に空母建造計画は再開されたものの搭載機には既存機を流用する事となり、評価試験終了後の1943年には9機がクロアチア独立国へ売却され、残る3機は着艦衝撃試験等に用いられた。

## 運用
1940年末までにグラーフ・ツェッペリンは完成しそうになかったことから、Fi167の製造の優先度は下げられた。同年にグラーフ・ツェッペリンの建造が中止されると、それ以上のFi167の製作も中止され、完成した機体はドイツ空軍の「第167実験飛行隊」（Erprobungsgruppe 167）に配備された。
1942年にグラーフ・ツェッペリンの建造が再開されると、艦上偵察爆撃機としてはユンカース Ju87Cが引き継ぎ、雷撃機は必要とされなくなっていた。残存していた9機のFi167はオランダ海軍の沿岸飛行隊に送られた後、1943年夏にはドイツへ戻された。その後、それらの機体はクロアチア独立国へ売却され、そこで短距離離着陸性能と搭載量をかわれて（好条件下であればFi167はほぼ垂直に降下できた）、1944年9月から戦争終結までの間に、包囲されたクロアチア軍守備隊へ弾薬その他補給品を運搬する任務に使用された。この任務に従事している最中の1944年10月10日、シサク近郊でクロアチア独立国空軍所属のFi167の1機が5機の英空軍、第213飛行隊のマスタング Mk IIIの攻撃を受けた。Fi167の搭乗員達は撃墜される前に1機のマスタングを撃墜するという快挙を成し遂げ、おそらくこれは第二次世界大戦における最後の複葉機による撃墜記録であった。
残りの機体はチェコスロバキアのブトヴァイスにある「ドイツ空軍実験研究所」（Deutsche Versuchsanstalt für Luftfahrt）で様々な形式の降着装置のテストに使用された。大きな主翼面積とその結果の低い着陸速度によりFi167はこの任務に「うってつけ」であり、高翼面荷重のテストを実施する場合は、2機のテスト機は主脚のすぐ外側で下翼を取り外していた。
Fi167の現存機は無い。

## 運用国
クロアチア独立国
- クロアチア独立国空軍は1944年9月に8から12機を受領

 ドイツ国
- ドイツ空軍

 ルーマニア王国
- ルーマニア王立空軍

## スペック
- 全長： 11.4m
- 全幅： 13.5m
- 全高： 4.8m
- 全備重量： 2,800kg
- エンジン： DB601B-1 1,100hp × 1
- 最大速度： 325km/h
- 上限高度： 8,000m
- 航続距離： 1,300km
- 武装
  - 7.92mm機銃 × 2（前方固定 × 1、後方旋回 × 1）
  - 爆弾 1,000kg　または航空魚雷 × 1
- 乗員： 2名